# 鹿嶋市立鹿野中学校
鹿嶋市立鹿野中学校（かしましりつ かのちゅうがっこう）は、茨城県鹿嶋市にある公立中学校。

## 沿革
- 1980年（昭和55年）4月1日 - 鹿島町立鹿野中学校を設置。
- 1995年（平成7年）9月1日 - 鹿島町が大野村を編入して鹿嶋市となったことに伴い、鹿嶋市立鹿野中学校に改称。